# اورمزبی سنت مارگرت ویت اسکرتبی
اورمزبی سنت مارگرت ویت اسکرتبی (به انگلیسی: Ormesby St Margaret with Scratby) یک روستا و محله مدنی در بریتانیا است که در Great Yarmouth واقع شده‌است. اورمزبی سنت مارگرت ویت اسکرتبی ۷٫۳۲ کیلومتر مربع مساحت و ۳٬۹۷۴ نفر جمعیت دارد.